# Даблкортин
DCX (англ. Doublecortin) – білок, який кодується однойменним геном, розташованим у людей на X-хромосомі. Довжина поліпептидного ланцюга білка становить 365 амінокислот, а молекулярна маса — 40 574.
| 10         |  | 20         |  | 30         |  | 40         |  | 50         |
| ---------- |  | ---------- |  | ---------- |  | ---------- |  | ---------- |
| MELDFGHFDE |  | RDKTSRNMRG |  | SRMNGLPSPT |  | HSAHCSFYRT |  | RTLQALSNEK |
| KAKKVRFYRN |  | GDRYFKGIVY |  | AVSSDRFRSF |  | DALLADLTRS |  | LSDNINLPQG |
| VRYIYTIDGS |  | RKIGSMDELE |  | EGESYVCSSD |  | NFFKKVEYTK |  | NVNPNWSVNV |
| KTSANMKAPQ |  | SLASSNSAQA |  | RENKDFVRPK |  | LVTIIRSGVK |  | PRKAVRVLLN |
| KKTAHSFEQV |  | LTDITEAIKL |  | ETGVVKKLYT |  | LDGKQVTCLH |  | DFFGDDDVFI |
| ACGPEKFRYA |  | QDDFSLDENE |  | CRVMKGNPSA |  | TAGPKASPTP |  | QKTSAKSPGP |
| MRRSKSPADS |  | GNDQDANGTS |  | SSQLSTPKSK |  | QSPISTPTSP |  | GSLRKHKDLY |
| LPLSLDDSDS |  | LGDSM      |  |            |  |            |  |            |

A: Аланін

C: Цистеїн

D: Аспарагінова кислота

E: Глутамінова кислота

F: Фенілаланін

G: Гліцин

H: Гістидин

I: Ізолейцин

K: Лізин

L: Лейцин

M: Метіонін

N: Аспарагін

P: Пролін

Q: Глутамін

R: Аргінін

S: Серин

T: Треонін

V: Валін

W: Триптофан

Кодований геном білок за функціями належить до білків розвитку, фосфопротеїнів. 
Задіяний у таких біологічних процесах, як диференціація клітин, нейрогенез, альтернативний сплайсинг. 
Локалізований у цитоплазмі, клітинних відростках.